# Josef Hausner
Josef Hausner (* 2. Juli 1902 in Passau; † 10. Juni 1968) war ein deutscher Jurist.

## Werdegang
Nach dem Abitur am Adalbert-Stifter-Gymnasium Passau studierte Josef Hausner Rechtswissenschaften an der   Ludwig-Maximilians-Universität München  und der  Julius-Maximilians-Universität Würzburg und promovierte am 13. März 1926 mit der Dissertation  „Die Begünstigung eines zu einer Geldstrafe Verurteilten“ in Erlangen zum Dr. jur.  Nach dem großen juristischen Staatsexamen (früher Staatskonkurs) wurde er Assessor bei der Regierung von Oberbayern und erhielt am 1. Juni 1930 Titel und Rang eines Regierungsrats.
Bevor Hausner am 24. August 1939 zum Landrat des Landkreises Hofheim ernannt wurde, war er als Bezirksamtmann in Vohenstrauß und Sonthofen eingesetzt. In Hofheim dauerte seine Amtszeit nicht lange, denn am 1. Dezember 1939 trat er das Amt des Landrats im Landratsamt Amberg an. In der Zeit vom 26. Mai bis zum 15. September 1941 war er zum Bayerischen Staatsministerium des Innern abgeordnet und vom 15. August 1942 bis Mai 1945 mit der Führung des Landratsamtes Sulzbach-Rosenberg beauftragt. Mit Kriegsende 1945 wurde Hausner seiner Ämter enthoben, im Entnazifizierungsverfahren durch die Spruchkammer Amberg am 2. Dezember 1947 als Mitläufer eingestuft und in einem weiteren Verfahren als entlastet bewertet, so dass er von 1948 an als juristischer Beamter im Landratsamt Nördlingen eingesetzt wurde. Im Jahr darauf wurde er Oberregierungsrat und kam in die Flüchtlingsabteilung des Innenministeriums. Am 1. Juli 1950 wurde er zum Regierungsdirektor ernannt, als er Bevollmächtigter Bayerns bei der Bundesregierung war. Am 1. Februar 1952 zum Ministerialrat befördert.
1954 wurde er zum Generalstaatsanwalt beim Bayerischen Verwaltungsgerichtshof ernannt. Von 1. Februar 1955 an war er hinter Heinrich Schellhorn Vizepräsident des Bayerischen Obersten Rechnungshofs und vom 1. November 1961 bis 31. Juli 1967 Präsident der Behörde.
Hausner war zum 1. Mai 1933 in die NSDAP eingetreten (Mitgliedsnummer 3.550.320) und war auch Mitglied der SA und des Nationalsozialistischen  Kraftfahrkorps.
1961 war gegen ihn ein Strafverfahren anhängig. Vor dem Landgericht Amberg wurde ihm vorgeworfen, einen Lehrer in die KZ-Haft geführt sowie die Inhaftierung eines Geistlichen veranlasst zu haben. Das Verfahren wurde eingestellt.

## Ehrungen
- 1964: Bayerischer Verdienstorden
- 1967: Großes Verdienstkreuz mit Stern der Bundesrepublik Deutschland